# Elias Magnus Fries
Elias Magnus Fries (15 de agosto de 1794 – Upsália, 8 de fevereiro de 1878) foi um botânico e micologista sueco, pai de Theodor Magnus Fries.

## Obras
Fries é autor de numerosas publicações:
- Novitiæ Floræ Suecicæ (1814-1823).
- Observationes mycologicæ (deux volumes, 1815-1818).
- Systema mycologicum (tres volúmenes, 1821-1823).
- Elenchus fungorum (dos volúmenes, 1828).
- Lichenographica europeæ reformata (1831).
- Botaniska utflygter (tres volúmenes, 1843-1864).
- Summa vegetabilium Scandinaviæ (1846-1849).
- Novæ symbolæ mycologicæ (1851).
- Monographia hymonomycetum Sueciæ (dos volúmenes, 1857-1863).
- Icones selectæ Hymenomycetum (dos volúmenes, 1867-1884).

## Espécies
- Abrothallus friesii Hepp; Ascomycetes
- Acarospora friesii H. Magn. (1935); Acarosporaceae
- Agaricus friesii Jungh.; Agaricaceae
- Agaricus friesii Lév. (1844); Agaricaceae
- Arcyria friesii Berk. & Broome; Arcyriaceae
- Argopsis friesiana [auct.?]; Brigantiaeaceae
- Aspicilia friesii (Lynge) Oksner (1972); Hymeneliaceae
- Asterocyphella friesii (P. & H. Crouan) W.B. Cooke (1961); [ex Calyptella Quél. (1886), ex Chaetocypha Kuntze (1891)]; Cyphellaceae

- Bacidia friesiana (Hepp) Körb. (1860); [ex Biatora, Biatorina Hepp (1857 Bacidiaceae
- Berengeria friesiana; Physciaceae
- Boletus friesii Inzenga; Boletaceae

- Caloplaca friesii H. Magn. (1950); Teloschistaceae
- Cantharellus friesii Welw. & Curr. (1869); Cantharellaceae
- Chondrioderma friesianum Rostaf.; Didymiaceae
- Ciboria friesii Pers.; Sclerotiniaceae
- Collybia friesii Bres. (1928), (= Baeospora myosura); Marasmiaceae
- Comatricha friesiana (de Bary) Rostaf. (1874); Stemonitidaceae
- Conisphaeria friesii (Nitschke) Cooke, (= Melomastia mastoidea); Xylariales
- Conocybe friesii S. Lundell (1953), (= Conocybe pygmaeoaffinis); Bolbitiaceae
- Coprinopsis friesii (Quél.) P. Karst. (1881); [ex Coprinus Quél. (1872)]; Psathyrellaceae
- Corticium friesii Grognot; Corticiaceae
- Cortinarius friesianus Carteret & Reumaux (2001); Cortinariaceae
- Cortinarius friesii N. Lund; Cortinariaceae
- Cortinarius friesii Bres. & Schulzer; Cortinariaceae
- Craterium friesii Rostaf.; Physaraceae
- Cyphella friesii Weinm.; Cyphellaceae
- Cyphella friesii P. Crouan & H. Crouan (1867), (= Asterocyphella friesii); Cyphellaceae
- Cytospora friesii Sacc.; Anamorphe de Valsa

- Echinoderma friesii (Lasch) Bon (1993), [ex Cystolepiota Bon (1977)]; (= Lepiota aspera); Agaricaceae
- Enchnoa friesii Fuckel; Nitschkiaceae
- Erineum friesii A. Braun; Fungi
- Erysiphe friesii (Lév.) U. Braun & S. Takam. (2000) [ex Microsphaera Lév. (1851); Erysiphaceae
- Exidia friesiana P. Karst.; Exidiaceae

- Favolaschia frieseana Henn. (1895); Marasmiaceae
- Favolus friesii Berk. & M.A. Curtis (1868); Polyporaceae

- Gloeocystidiellum friesii S. Lundell,; Stereaceae
- Gloeocystidium friesii S. Lundell (1950); Meruliaceae
- Gyalecta friesii (A. Massal.) Körb. (1855); Gyalectaceae

- Helotium friesii (Weinm.) Sacc. (1889), (= Hymenoscyphus friesii); Helotiaceae
- Helvella friesiana Cooke; Helvellaceae
- Hexagonia friesiana Speg. (1884), (= Trametes villosa); Polyporaceae
- Hirschioporus friesii (Klotzsch) D.A. Reid (1975), (= Trichaptum biforme); Polyporaceae
- Hjortstamia friesii (Lév.) Boidin & Gilles (2003); Phanerochaetaceae
- Hygrophorus friesii Sacc. (1887); Hygrophoraceae
- Hymenoscyphus friesii (Weinm.) Arendh. (1979); Helotiaceae
- Hypocenomyce friesii (Ach.) P. James & Gotth. Schneid. (1980); [ex Lecidea Ach. (1816), Biatora Tuck. (1888)]; Lecideaceae
- Lecidea friesii Ach. (1816), (= Hypocenomyce friesii); Lecideaceae

- Hysterites friesii Nath. (1878); Champignon fossile

- Inocybe friesii R. Heim (1931), (= Inocybe nitidiuscula); Cortinariaceae
- Isaria friesii Mont. (1836); Anamorphe d' Ascomycetes

- Laschia frieseana (Henn.) Sacc. (1899); Steccherinaceae
- Lecanora friesii Lynge (1937); Lecanoraceae
- Lepiota friesii (Lasch) Quél. (1872), [ex Agaricus Lasch (1828)] (= Lepiota aspera); Agaricaceae
- Lecanora friesiana; Lecanoraceae
- Lecidea friesiana; Lecideaceae
- Lycogala friesiana Hall{?}; Reticulariaceae

- Marasmius friesianus Henn.; Marasmiaceae
- Marasmius friesii (Bres.) Rea (1932), (= Baeospora myosura); Marasmiaceae
- Mastomyces friesii Mont. (1848); Anamorphe de Godronia
- Melanoleuca friesii (Bres.) Bon (1978); Tricholomataceae
- Melomastia friesii Nitschke (1871), (= Melomastia mastoidea); Xylariales
- Merulius friesii (Quél.) Kuntze (1891), (= Cantharellus friesii); Cantharellaceae
- Microporellus friesii (Klotzsch) Ryvarden (1972), (= Trichaptum biforme); Polyporaceae
- Mycosphaerella friesii Tomilin (1979); Mycosphaerellaceae

- Obryzum friesii (Keissl.) Nik. Hoffm. & Hafellner (2000); Obryzaceae
- Oligoporus friesii Falck & O. Falck (1937); Polyporaceae
- Ophioceras friesii (Mont.) Sacc. (1883); Magnaporthaceae
- Opisteria friesii; Nephromataceae
- Oscillatoria friesii C. Agardh (1817); Algae
- Oxystoma friesianum Bél. (1846); Graphidaceae

- Phellinus friesianus (Bres.) Bourdot & Galzin (1928), (= Phellinus punctatus); Hymenochaetaceae
- Parmelia friesii; Parmeliaceae
- Patellaria friesii Wallr. (1831); Patellariaceae
- Peltigera friesiorum Gyeln.; Peltigeraceae
- Perichaena friesiana Rostaf.; Trichiaceae
- Petractis friesii A. Massal. (1854); Stictidaceae
- Peziza friesii Pers. (1822), Weinm. (1836) (= Hymenoscyphus friesii); Helotiaceae
- Phacidium friesii Ces.; Phacidiaceae
- Phialopsis friesii; Gyalectaceae
- Pholiotina friesii (S. Lundell) Enderle (1994), (= Conocybe pygmaeoaffinis); Bolbitiaceae
- Phoma friesii Brunaud; Anamorphe de Leptosphaeria
- Phyllerites friesii (A. Braun) Mesch. (1892); Champignon fossile
- Phyllerium friesii A. Braun; Fungi
- Physalospora friesii Keissl. (1923); Hyponectriaceae
- Pilacre friesii Weinm. (1832); Basidiomycetes
- Pleurotus friesii Lév.; Pleurotaceae
- Pocillaria frieseana Kuntze (1891); Polyporaceae
- Polyblastia friesii Lynge; Verrucariaceae
- Polyporus friesii Klotzsch (1833), (= Trichaptum biforme); Polyporaceae
- Polyporus friesii Bres. (1905), (= Inonotus dryophilus); Hymenochaetaceae
- Polystictus friesii (Klotzsch) Cooke (1886), (= Trichaptum biforme); Polyporaceae
- Poria friesiana Bres. (1908), (= Phellinus punctatus); Hymenochaetaceae
- Porina friesii (P. & H. Crouan) Zahlbr. (1922); Pertusariaceae
- Porostereum friesii (Lév.) Hjortstam & Ryvarden (1990); Phanerochaetaceae
- Porotheleum friesii Mont. (1836); Fr. (1874); Schizophyllaceae
- Psathyrella friesii Kits van Wav. (1977); Psathyrellaceae
- Pseudobaeospora frieslandica Bas ex Bas (1998); Tricholomataceae
- Psora friesii (Ach.) Hellb. (1870), (= Hypocenomyce friesii); Lecideaceae
- Pyrenula friesii Trevis. (1860); Pyrenulaceae

- Rhaphidospora friesii Mont. (1849); Magnaporthaceae
- Rosellinia friesii Niessl; Xylariaceae
- Russula friesii Bres. (1929), (= Russula badia); Russulaceae

- Scenidium friesiana (Speg.) Kuntze (1898), (= Trametes villosa); Polyporaceae
- Secoliga friesiana (Hepp) Stizenb. (1863), (= Bacidia friesiana); Bacidiaceae
- Secoliga friesii (A. Massal.) A. Massal. (1856); Gyalectaceae
- Sordaria friesii Niessl; Sordariaceae
- Sphaeria friesii Duby, (= Valsa abietis); Valsaceae
- Stemonitis friesiana de Bary (1862); Stemonitidaceae
- Stereum friesii (Lév.) Sacc. (1888); Stereaceae
- Symplocia friesiana Kütz. (1843); Crocyniaceae

- Taeniolella friesii (Hepp) Hafellner (1998); Anamorphe de Glyphium
- Thelephora friesii Lév. (1854); Grognot (1863); Thelephoraceae
- Thermutis friesii (C. Agardh) Flot. (1850); Lichinaceae
- Trametes friesii (Klotzsch) G. Cunn. (1965), (= Trichaptum biforme); Polyporaceae
- Trematosphaeria friesii Rehm (1899); Melanommataceae
- Tricholoma friesii Bres.; Tricholomataceae
- Tylodon friesii Banker (1902); Valsaceae
- Typhula friesii P. Karst.; Typhulaceae

- Valsa friesii (Duby) Fuckel (1870), Nitschke (1870) (= Valsa abietis); Valsaceae
- Verrucaria friesiaca Erichsen (1930), (= Verrucaria halizoa); Verrucariaceae
- Verrucaria friesii P. Crouan & H. Crouan (1867); Verrucariaceae

- Xylaria friesii Laessøe (1992); Xylariaceae